# Sydney Rowell

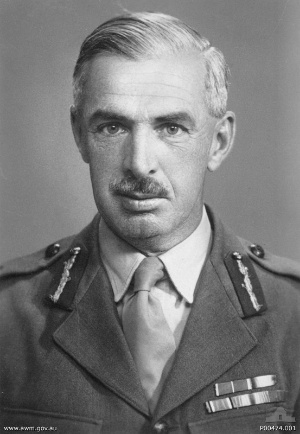
Generalleutnant Sidney Rowell (1948)

Sir Sydney Fairbairn Rowell, KBE, CB (* 15. Dezember 1894 in Lockleys, Adelaide, South Australia; † 12. April 1975 in South Yarra, Victoria) war ein australischer Generalleutnant, der zuletzt zwischen 1950 und 1954 Chef des Generalstabes des Heeres (Australian Army) war.

## Leben

### Offiziersausbildung und Zweiter Weltkrieg

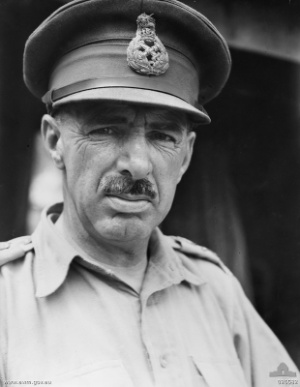
Generalmajor Rowell (1942)

Rowell absolvierte eine militärische Ausbildung und nahm nach deren Abschluss 1914 während des Ersten Weltkrieges an der Schlacht von Gallipoli (19. Februar 1915 bis 9. Januar 1916) teil. Nach verschiedenen Verwendungen als Offizier und Stabsoffizier nahm er zwischen dem 4. Januar 1935 und dem 3. Januar 1937 an einem Offiziersaustausch im Vereinigten Königreich teil und war in dieser Zeit Generalstabsoffizier (G 2) der 44. Britischen Infanteriedivision. Dort erhielt er am 1. Juli 1935 zunächst den Brevet-Rang als Oberstleutnant und wurde am 1. Januar 1936 zum Oberstleutnant befördert. Im Anschluss war er vom 4. Januar 1937 bis zum 5. Februar 1938 Absolvent des Imperial Defence College (IDC) in London. Nach seiner Rückkehr fungierte er zwischen dem 2. März und dem 31. Juli 1938 zunächst als Leiter der Abteilung Militärische Operationen und Nachrichtendienst im Hauptquartier des Heeres, in dem er im Anschluss vom 31. Juli bis zum 25. August 1939 Stabsoffizier beim Generalinspekteur des Heeres war. Daraufhin war er vom 26. August bis zum 12. Oktober 1939 zum Hauptquartier des Heereskommandos Süd (Southern Command) abgeordnet und fungierte nach seiner Beförderung zum Oberst am 13. Oktober 1939 zwischen dem 13. Oktober 1939 und dem 3. April 1940 als Generalstabsoffizier (G 1) der 6. Australischen Infanteriedivision.
Am 4. April 1940 wurde Rowell der vorübergehende Dienstgrad als Brigadegeneral verliehen und war als solcher vom 4. April 1940 bis zum 31. August 1941 Brigadegeneral im Generalstab des I. Australischen Korps, das in der Folgezeit im Mittleren Osten, in Griechenland sowie in Nordafrika eingesetzt war. Er nahm unter anderem an der Schlacht um Griechenland, am Syrisch-Libanesischen Feldzug (8. Juni bis 14. Juli 1941) teil. Nach dem ihm am 1. September 1941 der vorübergehende Dienstgrad eines Generalmajors verliehen worden war, fungierte er zwischen dem 1. September 1941 und dem 5. April 1942 als Stellvertretender Chef des Generalstabes des Heeres. Am 6. April 1942 wurde ihm der vorübergehende Dienstgrad eines Generalleutnants verliehen, woraufhin er vom 6. April bis zum 30. September 1942 Kommandierender General (General Officer Commanding) des I. Australischen Korps war und zeitweilig an der Schlacht um den Kokoda Track (21. Juli bis 16. November 1942) teilnahm. Dort erfolgte am 1. September 1942 seine Beförderung zum Generalmajor. Er war vom 28. Januar bis zum 27. Dezember 1943 Kommandeur des australischen Truppenkontingents im Mittleren Osten sowie in Personalunion australischer Verbindungsoffizier zum britischen Heereskommando im Mittleren Osten (Middle East Command) und im Anschluss zwischen dem 31. Dezember 1944 und dem 7. Januar 1946 Leiter der Abteilung Taktische Aufklärung im britischen Kriegsministerium (War Office).

### Nachkriegszeit und Chef des Generalstabes des Heeres

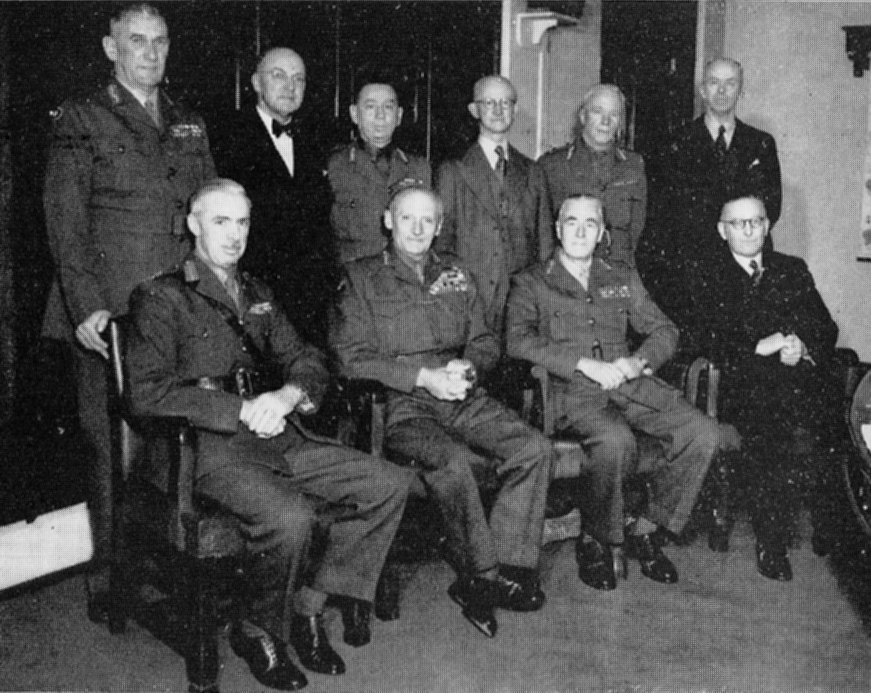
Generalleutnant Rowell (sitzend, 1. v.l.) als Mitglied des Militärausschusses neben Feldmarschall Bernard Montgomery (1947)

Nachdem Rowell nach Australien zurückgekehrt war, wurde ihm am 8. Januar 1948 abermals der vorübergehende Dienstgrad eines Generalleutnants verliehen. Er fungierte daraufhin zwischen dem 8. Januar 1946 und dem 16. Mai 1950 als Vize-Chef des Generalstabes des Heeres und gehörte zudem vom 1. März 1946 bis zum 16. April 1950 dem Militärausschuss (Military Board) als Mitglied an. Er wurde am 1. Oktober 1948 zum Generalleutnant befördert.
Am 17. April 1950 löste er Generalleutnant Vernon Sturdee als Chef des Generalstabes (Chief of the General Staff) des Heeres (Australian Army) und hatte diese Funktion bis zum 16. Dezember 1954 inne, woraufhin Generalleutnant Henry Wells seine Nachfolge antrat. Zugleich war er kraft Amtes vom 17. April 1950 bis zum 16. Dezember 1954 Erstes Mitglied des Militärausschusses sowie Chef der australischen Sektion des Imperialen Generalstabes im britischen Kriegsministerium. In seine Amtszeit als Chef des Generalstabes fiel der Einsatz australischer Truppenverbände im Koreakrieg. Er war zudem seit dem 15. April 1950 Ehrenoberst der 3rd/9th South Australian Mounted Rifles. Am 1. Juni 1953 wurde er zum Knight Commander des Order of the British Empire (KBE) geschlagen, so dass er fortan das Prädikat „Sir“ führte. Am 16. Dezember 1954 schied er nach vierzigjähriger Dienstzeit aus dem aktiven Militärdienst aus. Ihm wurde ferner der Titel eines Companion des Order of the Bath (CB) verliehen.